# Bernard Renault
Pour les articles homonymes, voir Renault (homonymie).
Cet article concerne un paléobotaniste français. Pour le kayakiste français, voir Bernard Renault (canoë-kayak).
Bernard Renault, né le 4 mars 1836 à Autun et mort le 16 octobre 1904 dans le 5e arrondissement de Paris, est un paléobotaniste français. 

## Biographie
Le père de Bernard Renault est huissier à Autun. Il est élève au collège d'Autun et obtient baccalauréat ès sciences en 1854 et celui de lettres en 1855. Il entre à l'Institution Brenot, à Dijon comme maître répétiteur,  puis il est professeur de chimie et de physique. 
Aide naturaliste au Muséum national d'histoire naturelle en 1882, il y est professeur à son décès.
Le 15 mai 1867 il soutient à la faculté de Paris une thèse de physique Vérification expérimentale de la loi réciproque de celle de Faraday, sur la décomposition des électrolytes. Application de la réciproque de cette loi à l'analyse des alliages, basée sur la quantité d'électricité produite par la dissolution des métaux qui les forment. Après son doctorat ès sciences il soutient le 25 juillet 1879le doctorat ès sciences naturelles en soutenant sa thèse sur la Structure comparée de quelques tiges de la flore carbonifère.
En 1867 il est nommé chef des travaux chimiques à l’École normale de l'enseignement secondaire de Cluny. En 1872 Adolphe Brongniart le choisit comme collaborateur au Muséum d'histoire naturelle. Il crée un laboratoire et poursuit une carrière jalonnée de titres scientifiques et honorifiques : membre de la Société Eduenne (1867), lauréat de l’Institut (1873), collaborateur adjoint de la carte géographique de France (1884), correspondant de l'Institut géologique de Vienne, président de la Société d'histoire naturelle d'Autun depuis sa fondation en 1886 (société qu'il co-fonda avec Victor Berthier), membre de la Société linnéenne de Normandie (1887), membre de la Société impériale des naturalistes de Moscou (1889), associé à l'Académie royale de Belgique (1894), etc. Il est aussi nommé officier d'académie en 1881 et chevalier de la Légion d'honneur en 1882.
On lui doit d'importantes notes et mémoires sur des observations tirées de matériaux silicifiés et sur la structure des plantes houillères ; c'est aussi lui qui fit connaître le premier la structure très spéciale des tiges de Sphenophyllum. Ses autres travaux portent sur la structure du dictioxylon, du Myelopteris, du Sigillaria spinulosa, du Botryopteris", du Nevropteris", sur les fleurs des cordaïtes, sur les sphenozamites, etc.
Une rue porte son nom à Autun.

## Distinctions
- Officier d'académie (1881)
- Chevalier de la Légion d'honneur (1882)

## Œuvres
La grande somme des ouvrages de Bernard Renault ou pour lesquels ce scientifique a contribué se trouve entièrement réunie dans Notice sur les travaux scientifiques de M. Bernard Renault, Autun, Dejussieu, 1896. Les principaux ouvrages sont : 
Sur quelques micro et macrospores fossiles, Paris, 1903  Impr. nationale, 15 p. lire en ligne sur Gallica
Bassin houiller et permien d'Autun et d'Épinac. Fascicule IV, Flore fossile. Deuxième partie. I, Paris, 1896, Collection : Études des gîtes minéraux de la France, 599 p. lire en ligne sur Gallica
Études sur le terrain houiller de Commentry. 2, Flore fossile, Saint-Étienne, 1890, imp. Théolier, p. 369-746 (co-auteur Zeiller), lire en ligne sur Gallica
Les plantes fossiles , Paris, 1888,  J.-B. Baillière et fils, 400 p. lire en ligne sur Gallica
Cours de botanique fossile, fait au Museum d'histoire naturelle, 4 vol., Paris, 1881-1885, G. Masson
Vérification expérimentale de la réciproque de la loi de Faraday sur la décomposition des électrolytes, thèse présentées à la Faculté des sciences de Paris,  mai 1867, lire en ligne sur Gallica